# Andorra nos Jogos Olímpicos de Verão de 2008
Andorra participou dos Jogos Olímpicos de Verão de 2008, em Pequim, na China. O país estreou nos Jogos em 1976 e esta foi sua 9ª participação.

## Desempenho

### Atletismo
| Atleta           | Prova              | Elims. | Elims. | Quartas     | Quartas     | Semifinal   | Semifinal   | Final       | Final       |
| Atleta           | Prova              | Res.   | Pos.   | Res.        | Pos.        | Res.        | Pos.        | Res.        | Pos.        |
| ---------------- | ------------------ | ------ | ------ | ----------- | ----------- | ----------- | ----------- | ----------- | ----------- |
| Antoni Bernado   | Maratona masculina |        |        |             |             |             |             | 2:26:29     | 58º         |
| Montserrat Pujol | 100 m feminino     | 12.73  | 67º    | Não avançou | Não avançou | Não avançou | Não avançou | Não avançou | Não avançou |

### Canoagem slalom
| Atleta                       | Prova        | Preliminar | Preliminar | Preliminar | Preliminar | Preliminar | Preliminar | Semifinal   | Semifinal   | Final       | Final       | Total       | Pos. |
| Atleta                       | Prova        | Corrida 1  | Pos.       | Corrida 2  | Pos.       | Total      | Pos.       | Tempo       | Pos.        | Tempo       | Pos.        | Total       | Pos. |
| ---------------------------- | ------------ | ---------- | ---------- | ---------- | ---------- | ---------- | ---------- | ----------- | ----------- | ----------- | ----------- | ----------- | ---- |
| Montserrat García Riberaygua | K-1 feminino | 166.67     | 21º        | 102.26     | 11º        | 268.93     | 20º        | Não avançou | Não avançou | Não avançou | Não avançou | Não avançou | 20º  |

### Judô
| Atleta                 | Categ. | Preliminar             | Fase de 32                   | Fase de 16             | Quartas                | Semifinal              | Final                  | Repescagem 1ª fase         | Repescagem 2ª fase     | Repescagem Semifinal   | Repescagem Final       |
| Atleta                 | Categ. | Adversário e resultado | Adversário e resultado       | Adversário e resultado | Adversário e resultado | Adversário e resultado | Adversário e resultado | Adversário e resultado     | Adversário e resultado | Adversário e resultado | Adversário e resultado |
| ---------------------- | ------ | ---------------------- | ---------------------------- | ---------------------- | ---------------------- | ---------------------- | ---------------------- | -------------------------- | ---------------------- | ---------------------- | ---------------------- |
| Daniel García González | −66 kg |                        | CUB Y. Arencibia D 0000–1010 |                        |                        |                        |                        | EGY A. El Hady D 0001–1001 | Não avançou            | Não avançou            | Não avançou            |

### Natação
| Atleta         | Prova                  | Elim.   | Elim. | Semifinal   | Semifinal   | Final       | Final       |
| Atleta         | Prova                  | Tempo   | Pos.  | Tempo       | Pos.        | Tempo       | Pos.        |
| -------------- | ---------------------- | ------- | ----- | ----------- | ----------- | ----------- | ----------- |
| Hocine Haciane | 400 m medley masculino | 4:32.00 | 29º   | Não avançou | Não avançou | Não avançou | Não avançou |